# قليقلة ربيعية
قليقلة ربيعية أو منوارتية ربيعية (الاسم العلمي:Minuartia verna) هي نوع من النباتات يتبع جنس القليقلة من الفصيلة القرنفلية.

## مرادف الاسم العلمي
- قليقلة جيراردية أو منوارتية جيراردية Minuartia gerardii (Willd.) Hayek